# Ircinia anomala
Ircinia anomala är en svampdjursart som först beskrevs av Arthur Dendy 1905.  Ircinia anomala ingår i släktet Ircinia och familjen Irciniidae.
Artens utbredningsområde är Sri Lanka. Inga underarter finns listade i Catalogue of Life.